# Geraldo Severo de Souza Ávila
Geraldo Severo de Souza Ávila (* 17. April 1933 in Alfenas, Minas Gerais; † 29. August 2010 in Brasília) war ein brasilianischer Mathematiker und Hochschullehrer, der am 27. März 1973 Mitglied der Brasilianischen Akademie der Wissenschaften ABC (Academia Brasileira de Ciências) wurde und zwischen 1983 und 1985 Präsident der Brasilianischen Mathematischen Gesellschaft (Sociedade Brasileira de Matemática) war.

## Leben
Geraldo Severo de Souza Ávila besuchte zunächst Schulen in seinem Geburtsort Alfenas und daraufhin in São Paulo, wohin er 1948 mit seinen Eltern gezogen war. Nach dem Schulabschluss begann er ein Mathematikstudium an der Universidade de São Paulo (USP), welches er mit einem Bachelor of Arts (B.A. Mathematics) beendete. Mit finanzieller Unterstützung durch ein Stipendium des Nationalen Rates für Wissenschaftliche und Technologische Entwicklung CNPq (Conselho Nacional de Desenvolvimento Científico e Tecnológico) begann er 1961 sein Promotionsstudium an der New York University (NYU) und schloss dieses 1961 bei Joseph B. Keller mit der Dissertation The Asymptotic Field of a Point Source in an Inhomogeneous Medium ab, in der er sich mit dem asymptotischen Feld einer Punktquelle in einem inhomogenen Medium befasste. Nach seiner Rückkehr war er kurzzeitig Mitarbeiter am Institut für Theoretische Physik IFT (Instituto de Física Teórica) der Universidade Estadual Paulista (UNESP) in São Paulo und wurde als einer der ersten Professoren an die 21. April 1962 neu gegründete Universidade de Brasília (UnB) berufen. Nachdem er zwischen 1963 und 1965 als Postdoktorand an der University of Wisconsin–Madison tätig gewesen war, arbeitete er von 1965 bis 1972 an der Georgetown University.
1972 kehrte Ávila als Professor an die Universidade de Brasília zurück und wurde am 27. März 1973 Mitglied der Brasilianischen Akademie der Wissenschaften ABC (Academia Brasileira de Ciências). Als Nachfolger von Imre Simon wurde er zudem 1983 Präsident der Brasilianischen Mathematischen Gesellschaft SBM (Sociedade Brasileira de Matemática) und bekleidete dieses Amt bis 1985, woraufhin Aron Simis ihn ablöste. 1987 übernahm er eine Professur an der Universidade Estadual de Campinas (UNICAMP) und unterrichtete dort bis zu seiner Emeritierung 1994. Er war zudem Professor an der Universidade Federal de Goiás (UFG) sowie Mitglied der Academia de Ciências do Estado de São Paulo.

## Veröffentlichungen
Ávila ist Autor mehrerer Forschungsarbeiten zu partiellen Differentialgleichungen und Fachmonographien im Zusammenhang mit Wellenphänomenen. Er widmete sich als Redakteur und Autor für die Publikationen der Brasilianischen Gesellschaft für Mathematik auch Lehrproblemen. Zu seinen Werken gehören:
- Simultaneous Propagation of Waves of More Than One Type, 1959
- The Asymptotic Field of a Point Source in an Inhomogeneous Medium, Dissertation, 1961
- Equac̦ões diferenciais e func̦ões especiais, 1963
- Introdução as funcoes e a derivada, 1994
- Cálculo das Funções de Múltiplas Variáveis Vol. 3, 1995, Neuauflage 2006, ISBN 978-8-5216-1042-7
- Introdução a análise matemática, 1999, ISBN 978-8-5212-1665-0 (Onlineversion (Auszug))
- Variáveis complexas e aplicações, 2000
- Calculo das Funções de uma Variável Vol. 1, 2003, ISBN 978-8-5216-1370-1
- Cálculo das Funções de uma Variável Vol. 2, 2004, ISBN 978-8-5216-1399-2
- Análise matemática para licenciatura, 2006, ISBN 978-8-5212-0395-7 (Onlineversion (Auszug))
- Várias faces da matemática. Tópicos para licenciatura e leitura geral, 2007, Neuauflage 2020, ISBN 978-8-5212-1626-1 (Onlineversion (Auszug))